# Bhuvanagiri
Bhuvanagiri är en ort i Indien.   Den ligger i distriktet Cuddalore och delstaten Tamil Nadu, i den södra delen av landet, 1 900 km söder om huvudstaden New Delhi. Bhuvanagiri ligger 11 meter över havet och antalet invånare är 20 656.
Terrängen runt Bhuvanagiri är mycket platt. Runt Bhuvanagiri är det tätbefolkat, med 591 invånare per kvadratkilometer. Närmaste större samhälle är Chidambaram, 6,8 km sydost om Bhuvanagiri. Trakten runt Bhuvanagiri består till största delen av jordbruksmark.